# ジョルジュ・バタイユ ママン
『ジョルジュ・バタイユ ママン』（仏: Ma mère）は、2004年に製作され、日本では2006年に公開となったフランスの映画。原作は、ジョルジュ・バタイユの小説『聖なる神』三部作の一つである『わが母』。

## ストーリー
自堕落な父親と暮らしていた17歳の少年ピエールは、カナリア諸島に住む母親・ヘレンの元を訪れ、崇拝の対象であり、いとしい存在である母親と暮らすことに胸をふくらましていった。ピエールは母親から自慰や異性との性交渉といった性の手ほどきを受け開放的になる一方、ヘレン自身もまた欲望を強くしていった。

## キャスト
- ヘレン（母親）：イザベル・ユペール
- ピエール：ルイ・ガレル
- アンシー：エマ・ドゥ・コーヌ
- レア：ジョアンナ・プレイス
- ルールー：ジャン＝バティスト・モンタギュ
- マルタ：ドミニク・レイモン
- ロベール：オリヴィエ・ラブルダン
- 父親：フィリップ・デュクロ
- 医師：ヌーノ・ロペス

## ロケ地
- スペイン・カナリア諸島